# Бугония (фильм)
«Бугония» (англ. Bugonia) — предстоящая фантастическая комедия режиссёра Йоргоса Лантимоса по сценарию Уилла Трейси. В фильме снимутся Эмма Стоун и Джесси Племонс. Станет ремейком южнокорейского фильма «Спасти зелёную планету!».
Мировая премьера состоится 28 августа 2025 года в рамках Венецианского кинофестиваля. 24 октября 2025 года фильм выйдет в кинотеатрах США.

## Сюжет
Двое сторонников теории заговора похищают главу крупной компании, веря, что она пришелец, намеревающийся уничтожить Землю.

## В ролях
- Эмма Стоун — Мишель
- Джесси Племонс — Тедди
- Алисия Сильверстоун
- Эйдан Дельбис
- Ставрос Халкиас

## Разработка
Разработка ремейка южнокорейского фильма «Спасти зелёную планету!» началась в 2020 году. В феврале 2024 года стало известно, что его режиссёром станет Йоргос Лантимос, а одну из главных ролей исполнит Эмма Стоун.
В марте 2024 года стало известно, что в фильме также снимется Джесси Племонс.
Съёмки начнутся в Нью-Йорке и Великобритании в середине 2024 года.
В мае 2024 года компания Focus Features приобрела права на международную дистрибуцию.
В октябре 2024 года было объявлено о том, что актёрский состав фильма также включает Алисию Сильверстоун.